# Umeå Energi Arena
L'Umeå Energi Arena è uno stadio di eventi sportivi e concerti situato a Umeå, in Svezia.
Ospita le partite casalinghe dell'Umeå IK di calcio femminile, dell'Umeå FC e del Team TG di calcio maschile. Ha una capacità di circa 10.000 spettatori.
Nel 2011 il nome è stato cambiato da Gammliavallen a T3 Arena per ragioni di sponsorizzazione. Nel settembre 2015 l'impianto ha adottato la denominazione di Umeå Energi Arena, sempre per motivi di sponsorizzazione.